# Manuel d’Almeida Trindade

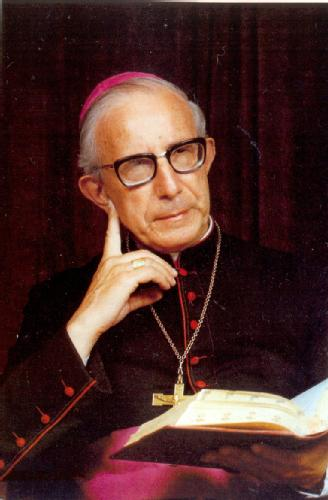
Dom Manuel d’Almeida Trindade

Manuel d’Almeida Trindade (* 20. April 1918 in Monsanto, Portugal; † 5. August 2008) war Bischof von Aveiro.

## Leben
Manuel d’Almeida Trindade empfing am 21. Dezember 1942 die Priesterweihe.
Am 16. September 1962 ernannte ihn Papst Johannes XXIII. zum Bischof von Aveiro. Die Bischofsweihe spendete ihm der Bischof von Faro, Júlio Tavares Rebimbas, am 16. Dezember 1962; Mitkonsekratoren waren der Weihbischof in Aveiro, António dos Santos, und der Kurienbischof Alberto Tricarico.
Er nahm an allen vier Sitzungsperioden des Zweiten Vatikanischen Konzils als Konzilsvater teil.
Manuel d’Almeida Trindade wurde am 8. September 1983 António Baltasar Marcelino als Koadjutorbischof von Aveiro an die Seite gestellt. Am 20. Januar 1988 wurde d’Almeida Trindades Rücktrittsgesuch durch Papst Johannes Paul II. stattgegeben.